# Nightlife (Thin Lizzy)
| Recensione                        | Giudizio    |
| --------------------------------- | ----------- |
| AllMusic                          | [ 1 ]       |
| The New Rolling Stone Album Guide | [ 2 ]       |
| Sputnikmusic                      | 3.6 (Great) |
| Debaser                           | [ 4 ]       |
| Dizionario del Pop-Rock           | [ 5 ]       |
| 24.000 dischi                     | [ 6 ]       |

Nightlife è il quarto album discografico dei Thin Lizzy, pubblicato dall'etichetta discografica Vertigo Records nel novembre del 1974
.

## Tracce
Lato A
1. She Knows – 5:13 (Phil Lynott, Scott Gorham)
2. Night Life – 3:55 (Phil Lynott)
3. It's Only Money – 2:47 (Phil Lynott)
4. Still in Love with You – 5:40 (Phil Lynott)
5. Frankie Carroll – 2:02 (Phil Lynott)

Lato B
1. Showdown – 4:30 (Phil Lynott)
2. Banshee – 1:25 (Phil Lynott)
3. Philomena – 3:47 (Phil Lynott)
4. Sha-La-La – 3:23 (Phil Lynott, Brian Downey)
5. Dear Heart – 4:50 (Phil Lynott)

Edizione doppio CD (Deluxe Expanded Edition) del 2012, pubblicato dalla Mercury Records (2792226)
CD 1
1. She Knows – 5:15 (Phil Lynott, Scott Gorham)
2. Night Life – 3:59 (Phil Lynott)
3. It's Only Money – 2:48 (Phil Lynott)
4. Still in Love with You – 5:42 (Phil Lynott)
5. Frankie Carroll – 2:04 (Phil Lynott)
6. Showdown – 4:33 (Phil Lynott)
7. Banshee – 1:28 (Phil Lynott)
8. Philomena – 3:44 (Phil Lynott)
9. Sha-La-La – 3:29 (Phil Lynott, Brian Downey)
10. Dear Heart – 4:38 (Phil Lynott)

CD 2
1. She Knows – 5:10 (Phil Lynott, Scott Gorham) – BBC Session 3/10/74
2. Sha-La-La – 3:38 (Phil Lynott, Brian Downey) – BBC Session 3/10/74
3. It's Only Money – 2:44 (Phil Lynott) – BBC Session 3/10/74
4. Philomena – 3:43 (Phil Lynott) – BBC Session 3/10/74
5. Dear Heart – 4:28 (Phil Lynott) – BBC Session 3/10/74
6. Banshee – 2:43 (Phil Lynott) – BBC Session 3/10/74
7. Showdown – 3:53 (Phil Lynott) – Demo con Gary Moore
8. Still in Love with You – 6:27 (Phil Lynott) – Demo con Gary Moore
9. It's Only Money – 2:55 (Phil Lynott) – Demo con Gary Moore
10. Showdown – 4:37 (Phil Lynott) – Alternate Take
11. Still in Love with You – 6:02 (Phil Lynott) – Rough Vocal Mix

## Formazione
- Phil Lynott - basso, voce solista, chitarra
- Brian Robertson - chitarra
- Scott Gorham - chitarra, voce
- Brian Downey - batteria, percussioni

### Altri musicisti
- Gary Moore - chitarra (brano: Still in Love with You)
- Frankie Miller - voce (brano: Still in Love with You)
- Jean Roussell - tastiere (brani: Frankie Carroll, Showdown e Dear Heart)
- Jimmy Horrowitz - arrangiamento strumenti ad arco (brani: She Knows, Frankie Carroll e Dear Heart)

Note aggiuntive
- Ron Nevison e Phil Lynott - produttori
- Registrazioni effettuate al: Trident Studio (Soho, Londra), Olympic Studios (Barnes, Surrey, Londra) ed al Saturn Studio (Worthing, West Sussex)[9], aprile-ottobre 1974[10]
- Ron Nevison e Ted Sharp - ingegneri delle registrazioni
- Ron Nevison - mixaggio
- Arnie Acosta - ingegnere mastering (Mastering Lab. di Los Angeles)
- Jim Fitzpatrick - design copertina frontale album
- Dave Field e Alan Field - design retrocopertina album[11]